# Johannes-Erich Hiller
 Johannes-Erich Hiller  (* 14. November 1911 in Berlin; † 18. Juni 1972 in Stuttgart) war ein deutscher Mineraloge, Kristallograph sowie Hochschullehrer.

## Leben
Johannes-Erich Hiller wurde in Berlin als Sohn des Oberstudiendirektors Dr. Bruno Hiller geboren. Nach dem Ostern 1931 am Staatlichen Humanistischen Gymnasium in Kiel abgelegten Abitur begann er ein naturwissenschaftliches Studium mit den Schwerpunkten Chemie und Mineralogie an den Universitäten in Kiel, Zürich und Berlin. Zu seinen akademischen Lehrern in Zürich gehörte Paul Niggli, der ihn in starkem Maße beeinflusste und sein Interesse auf die Mineralogie lenkte. Die Promotion erfolgte 1938 in Berlin bei Paul Ramdohr mit einer Arbeit über „Röntgenographische Bestimmungsmethoden und Untersuchung der Bleispießglanze“.
In der Folge war er bis zum Beginn des Zweiten Weltkrieges als wissenschaftlicher Assistent bzw. Mitarbeiter am Mineralogischen Institut und später am Institut für Höhenstrahlenforschung der Friedrich-Wilhelms-Universität Berlin tätig. In dieser Zeit legte er auch das Staatsexamen für das höhere Lehramt mit den Fächern Chemie, Physik, Mineralogie und Philosophie ab. Eine Reihe der von ihm veröffentlichten Arbeiten galten der „Geschichte der Naturwissenschaften“, wobei ihn vor allem das Wirken zweier bedeutender Naturforscher der Vergangenheit, Boetius de Boodt und Paracelsus, und deren Beziehungen zur Mineralogie interessierten. Im Jahre 1944 erfolgte die Habilitation. Seine Habilitationsschrift „Die Mineralogie des Paracelsus und seine mineralischen Heilstoffe“ thematisierte folglich nicht nur mineralogische Gesichtspunkte, sondern auch die Geschichte der Naturwissenschaften. Hiller wurde bereits 1939 zur Wehrmacht eingezogen und arbeitete als Regierungsrat beim Reichswetterdienst. Forschungsarbeiten im Auftrage der Deutschen Forschungsgemeinschaft unterbrachen den Wehrdienst.
Nach der Rückkehr aus der Kriegsgefangenschaft im Jahre 1946 trat er eine Stelle als wissenschaftlicher Mitarbeiter am Institut für Mineralogie und Petrographie an der Technischen Universität Berlin-Charlottenburg an und wurde 1949 zum Privatdozenten für Mineralogie und Petrographie ernannt. Zwei Jahre später erfolgte seine Ernennung zum außerplanmäßigen Professor. In dieser Zeit entstand auch sein 1952 veröffentlichtes Buch „Grundriß der Kristallchemie“. Auch in anderen Veröffentlichungen beschäftigte er sich mit kristallchemischen Fragen wie z. B. der Kristallchemie von ferromagnetischen Sulfidmineralen und der kristallchemischen Systematik der Sulfide, Selenid- und Telluridminerale. Auch die zusammen mit Konrad Probsthain durchgeführten differentialthermoanalytischen Untersuchungen von Sulfidmineralen müssen in diesem Zusammenhang erwähnt werden.
Im Herbst 1956 folgte er einem Ruf auf den neugeschaffenen (bis 1964 außerordentlichen) Lehrstuhl für Mineralogie und Kristallchemie am Institut für Mineralogie an der Technischen Hochschule Stuttgart. Hier bemühte er sich von vor allem die Einrichtung und den Ausbau des Instituts, was angesichts der knapp bemessenen Mittel eine nicht immer einfache Aufgabe war. Nun konnten an dem von ihm geleiteten Institut Forschungsvorhaben unterschiedlichster Art in Angriff genommen werden. Forschungsschwerpunkte waren verschiedene Themen der Kristallchemie, thermoanalytische Untersuchungsmethoden, Tonmineralogie sowie – mit Unterstützung des Wirtschaftsministeriums von Baden-Württemberg und der Industrie – das Forschungsprojekt „Kristalline Phasen im Rost“.
Nachdem sich die Arbeitsmöglichkeiten am Institut gebessert hatten, wurden in zunehmendem Maße auch Diplom- und Doktorarbeiten vergeben. Nach wie vor bildete die Rostforschung einen besonderen Schwerpunkt im Untersuchungsprogramm des Institutes. Im Jahre 1962 erschien das Buch „Die mineralischen Rohstoffe“. Weitere Beschäftigungsfelder standen im Zusammenhang mit der Kalisalzlagerstätte Buggingen/Baden sowie mit der Entstehung, Zusammensetzung und Umwandlung von Rost.
Hillers Forschungen und Veröffentlichungen umspannten die Mineralogie, Kristallchemie und Kristallographie, Lagerstättenkunde und Geochemie, aber auch die Wissenschaftsgeschichte, insbesondere verschiedene Themen aus der Geschichte der Naturwissenschaften. Sein Arbeitsgebiet waren die Sulfidminerale, sein besonderes Interesse galt ferner der Kristallchemie, die er auch in seinem 1952 erschienenen Lehrbuch darstellte.
Zu Hillers Schülern zählen u. a. Werner Lindenberg, später Professor für Allgemeine und anorganische Chemie an der Universität Hamburg, Paul Keller, später Professor für  Kristallographie und die Kristallchemie an der Universität Stuttgart und Ernst-Dieter Franz, später apl. Professor für Angewandten Mineralogie an der Universität Stuttgart.
Trotz einer schweren Luftröhrenkrebs-Operation im Jahr 1969, die ihm das Sprechen fast unmöglich machte, nahm er seine Lehrtätigkeit vorübergehend wieder auf. Nach zwei weiteren Operationen 1972 starb Hiller im Juni 1972 im Alter von nur 60 Jahren in Stuttgart an Herzversagen.

## Ehrungen
- Der Stuttgarter Professor für Mineralogie Paul Keller sowie Heinz Hess und Pete J. Dunn beschrieben im Jahre 1982 ein neues Mineral aus der Tsumeb Mine bei Tsumeb, Region Oshikoto in Namibia, und benannten es Hiller zu Ehren als Johillerit.[8]

## Schriften
- Johannes-Erich Hiller: Die Minerale der Antike. In: Archiv für Geschichte der Mathematik, der Naturwissenschaften und der Technik. Band 13, 1931, S. 358–402.
- Johannes-Erich Hiller: Boetius de Boodt als Vorkämpfer der neuzeitlichen Mineralogie : Zum 300. Todestage. In: Fortschritte der Mineralogie, Kristallographie, Petrographie. Band 17, 1932, S. 418–419.
- Johannes-Erich Hiller: Anselmus Boetius de Boodt als Wissenschaftler und Naturphilosoph (Aus den Anfängen der mineralogischen Wissenschaft). In: Archeion. Band 16, 1933, S. 348–368, doi:10.1484/J.arch.3.516.
- Johannes-Erich Hiller: Ursprung und Entwicklung der Wünschelrute. In: Fortschritte der Medizin. Band 61, 1933, S. 392–396, 441–444.
- Johannes-Erich Hiller: Boèce de Boodt, précurseur de la minéralogie. In: Annales Guébhard Séverine. Band 11, 1935, S. 74–81.
- Johannes-Erich Hiller: Röntgenographische Bestimmungsmethoden und Untersuchung der Bleispießglanze. In: Zeitschrift für Kristallographie. Band 100, Nr. 2, 1938, S. 128–156, doi:10.1524/zkri.1939.100.1.128.
- Johannes-Erich Hiller: Röntgenographische Bestimmungsmethoden und Untersuchung der Bleispießglanze. In: Mathematisch-naturwissenschaftliche Dissertation. Universität Berlin. A. Pries, Leipzig 1938, S. 128–156.
- Johannes-Erich Hiller: Zur Kristallstruktur des Valleriits. In: Zeitschrift für Kristallographie. Band 101, 1939, S. 425–434, doi:10.1524/zkri.1939.101.1.425 (arizona.edu [PDF; 401 kB; abgerufen am 9. August 2018]).
- Johannes-Erich Hiller: Über den Falkmanit. In: Zeitschrift für Kristallographie. Band 102, 1939, S. 138–142, doi:10.1524/zkri.1940.102.1.138.
- Johannes-Erich Hiller: Versuch einer Klassifikation der Sulfide nach strukturellen Gesichtspunkten. In: Zeitschrift für Kristallographie. Band 102, 1940, S. 353–376, doi:10.1524/zkri.1940.102.1.353.
- Johannes-Erich Hiller: Die Gitterkonstanten von Crookesit, Argyrodit und Canfieldit. In: Zentralblatt für Mineralogie, Geologie und Paläontologie, Abteilung A. Band 1940, 1940, S. 138–142.
- Johannes-Erich Hiller, Wilhelm Hofmann: Nachtrag zu der Arbeit von J. E. Hiller: »Röntgenographische Bestimmungsmethoden und Untersuchung der Bleispießglanze«. In: Zeitschrift für Kristallographie. Band 102, 1940, S. 143–144, doi:10.1524/zkri.1940.102.1.143.
- Johannes-Erich Hiller: Die Mineralogie des Boetius de Boodt. In: Quellen und Studien zur Geschichte der Naturwissenschaften und der Medizin. 1. Auflage. Band VIII, Heft 1/2. Springer, Berlin 1941, S. 1–215.
- Johannes-Erich Hiller: Paracelsus und de Boodt als Vorläufer neuzeitlicher Mineralogie. In: Die Naturwissenschaften. Band 30, 1942, S. 563–565.
- Johannes-Erich Hiller: Die Kristallstrukturen der Legierungen. In: Naturwissenschaftliche Rundschau. Band 2, 1949, S. 249–255.
- Johannes-Erich Hiller: Über synthetischen Shandit, Ni3Pb2S2, und analoge Verbindungen mit Selen bzw. Tellur. In: Neues Jahrbuch für Mineralogie, Monatshefte. Band 1951, 1951, S. 265–277.
- Johannes-Erich Hiller: Grundriß der Kristallchemie. 1. Auflage. Walter de Gruyter, Berlin 1952, ISBN 978-3-11-117253-8, S. 1–307.
- Johannes-Erich Hiller, Heinz‐Günter Smolczyk: Antimongehalt und photoelektrischer Effekt verschiedener Bleiglanze. In: Die Naturwissenschaften. Band 39, 1952, S. 208, doi:10.1007/BF00596869.
- Johannes-Erich Hiller: Strukturuntersuchungen anorganischer Schmelzen und amorpher Substanzen. In: Angewandte Chemie. Band 64, 1952, S. 209–212, doi:10.1002/ange.19520640802.
- Johannes-Erich Hiller: Die Mineralogie des Paracelsus Teil I: Die naturphilosophischen Gedanken zur Genese und Heilwirkung der Mineralien. In: Philosophia naturalis. Band 2, 1952, S. 293–331.
- Johannes-Erich Hiller: Die Mineralogie des Paracelsus Teil II: Mineralien und Bergbau bei Paracelsus. In: Philosophia naturalis. Band 2, 1952, S. 435–478.
- Johannes-Erich Hiller: Die Bedeutung Leonardos da Vinci in der Geschichte der Naturwissenschaften : Zur 500. Wiederkehr seines Geburtsjahres. In: Studium Generale. Band 5, 1952, S. 636–642.
- Johannes-Erich Hiller: Zur Kristallchemie ferromagnetischer Sulfidminerale. In: Fortschritte der Mineralogie. Band 31, 1952, S. 55–56.
- Johannes-Erich Hiller: Ordnungsgrade im Bau kristalliner Festkörper. In: Naturwissenschaftliche Rundschau. Band 6, 1953, S. 49–53.
- Johannes-Erich Hiller, Heinz‐Günter Smolczyk: Spektralanalytische Untersuchungen an Bleiglanz unter Berücksichtigung des photoelektrischen sowie des Thermo- und Gleichrichtereffektes. In: Zeitschrift für Elektrochemie, Berichte der Bunsengesellschaft für physikalische Chemie. Band 57, Nr. 1, 1953, S. 50–58, doi:10.1002/bbpc.195300012.
- Johannes-Erich Hiller: Eine kristallchemische Systematik der Sulfide, Selenid- und Telluridminerale. In: Neues Jahrbuch für Mineralogie, Monatshefte. Band 1953, 1953, S. 145–153.
- Johannes-Erich Hiller: Über den Falkmanit und seine Unterscheidung von Boulangerit. In: Neues Jahrbuch für Mineralogie, Monatshefte. Band 1955, 1955, S. 1–10.
- Johannes-Erich Hiller: Über Jamesonit von Bayerland. In: Neues Jahrbuch für Mineralogie, Monatshefte. Band 1955, 1955, S. 238.
- Johannes-Erich Hiller: Magnetismus und Kristallstruktur bei Mineralen. In: Fortschritte der Mineralogie. Band 33, 1955, S. 155–175.
- Johannes-Erich Hiller, Konrad Probsthain: Apparatur für die Differenzialthermoanalyse von Sulfiden. In: Zeitschrift für Erzbergbau und Metallhüttenwesen. Band 8, 1955, S. 257–267.
- M. Fischer, Johannes-Erich Hiller: Über den thermoelektrischen Effekt des Pyrits. In: Neues Jahrbuch für Mineralogie, Abhandlungen. Band 89, 1956, S. 281–301.
- Johannes-Erich Hiller, Konrad Probsthain: Die Abschätzung der Reaktionsenthalpie bei der Differentialthermoanalyse. In: Berichte der Deutschen Keramischen Gesellschaft. Band 33, 1956, S. 299–303.
- Johannes-Erich Hiller, Konrad Probsthain: Thermische und röntgenographische Untersuchungen am Kupferkies. In: Zeitschrift für Kristallographie. Band 108, 1956, S. 108–129.
- Johannes-Erich Hiller, Konrad Probsthain: Differentialthermoanalyse von Sulfidmineralen. In: Geologie. Band 5, 1956, S. 607–616.
- J. Eichler, Johannes-Erich Hiller: Schwermineraluntersuchungen an einem Stubensandsteinprofil bei Stuttgart. In: Jahreshefte des Vereins für vaterländische Naturkunde in Württemberg. Band 114, 1959, S. 43–71.
- Johannes-Erich Hiller: Mineral- und Erzlagerstätten West-Italiens. In: Vereinigung von Freunden der Technischen Hochschule Stuttgart. Band 1959, 1959, S. 13–27.
- Johannes-Erich Hiller, Kurt Walenta: Zwei Mineralien der Andorit-Ramdohrit-Fizelyit-Gruppe aus  dem Schwarzwald. In: Neues Jahrbuch für Mineralogie, Abhandlungen. Band 94, 1960, S. 1160–1168.
- Johannes-Erich Hiller, W. Wegener: Untersuchungen im System Nickel-Selen. In: Neues Jahrbuch für Mineralogie, Abhandlungen. Band 94, 1960, S. 1147–1159.
- Johannes-Erich Hiller: Die mineralischen Rohstoffe. 1. Auflage. Schweizerbart’sche Verlagsbuchhandlung, Stuttgart 1962, S. 1–359.
- Johannes-Erich Hiller, Paul Keller: Steinsalzskelette von Buggingen. In: Fortschritte der Mineralogie. Band 42, 1964, S. 208.
- Johannes-Erich Hiller, Paul Keller: Zonare Laugeneinschlüsse im Steinsalz von Buggingen/Baden. In: Neues Jahrbuch für Mineralogie, Monatshefte. Band 1965, 1965, S. 159–166.
- Johannes-Erich Hiller, Paul Keller: Untersuchungen an den Lösern der Kalisalzlagerstätte Buggingen. In: Kali und Steinsalz. Band 4, 1965, S. 190–1203.
- Johannes-Erich Hiller: Phasenumwandlungen im Rost. In: Werkstoffe und Korrosion. Band 17, 1966, S. 943–951, doi:10.1002/maco.19660171104.
- Johannes-Erich Hiller: Rost. In: Bild der Wissenschaften. Band 1967, 1967, S. 554–563.
- Johannes-Erich Hiller: Komponenten und Typen des Rostes. In: Baden-Württemberg. Band 16, 1969, S. 46–51.